# Shakwe
Shakwe é uma vila localizada no Distrito Central em Botswana. Possuía, em 2011, uma população estimada de 976 habitantes.